# Martin Block (Moderator)
Martin Block (* 3. Februar 1903 in Los Angeles; † 19. September 1967 in New York) war ein US-amerikanischer Radiomoderator der Swing-Ära und Swing-Musik.

## Leben
Block war ein Verkäufer und Radioansager, der ab 1935 durch seine „Make Believe Ballroom“ Radiosendungen in den USA bekannt wurde. Sie begannen, als er während der Berichterstattung des Lindbergh-Prozesses im Februar 1935 zwischendurch Platten auflegte. Dabei erzeugte er beim Hörer die Illusion, er wäre in einem Tanzsaal während des Live-Spiels der  führenden Swing-Bigbands und Tanzorchestern der damaligen Zeit. Er griff dabei eine Idee des kalifornischen Discjockeys Al Jarvis auf. Ab 1940 wurde die Show in den ganzen USA ausgestrahlt, wobei nun auch bekannte Bigband Leader live auftraten. Block wurde damit sehr populär, 1949 wurde sogar eine Filmkomödie danach gedreht Make Believe Ballroom mit Frankie Laine. Die Show lief bis 1954 beim Sender WNEW in New York (mit einem kurzen Abstecher von Block 1946 nach Los Angeles). Danach hatte Block eine eigene Show bei ABC-Radio. Block hatte Radiosendungen bis zu seinem Tod (zuletzt bei WOR). Radiosendungen mit dem Titel „Make Believe Ballroom“ wurden aber in New Yorker Radiosendern weitergeführt.
Für einige seiner Shows organisierte Martin Block auch Jam-Sessions, bei denen er einmal 1938 Louis Armstrong, Jack Teagarden, Fats Waller (sowie George Wettling, Bud Freeman, Pete Peterson, Bob Spergel) zusammenbrachte.
1938 organisierte er ein großes Swing Festival auf Randalls Island, mit den Big Bands von Count Basie, Woody Herman und Duke Ellington. Schwarze und Weiße saßen gemeinsam in dem nach zehntausenden zählenden Publikum.
Themensong der Sendung war zunächst „Sugar Blues“ von Clyde McCoy, ab  1936 „Make Believe Ballroom“ aufgenommen von Charlie Barnets Bigband und später in einer Aufnahme von Glenn Miller (Make Believe Ballroom Time, 1940).
1988 wurde Martin Block in die Radio Hall of Fame aufgenommen.
Er ist auch Ko-Autor des Glenn Miller Hits von 1941 „I guess I´ll have to dream the rest“ und tritt als Disc-Jockey nicht nur in „Make Believe Ballroom“ (1949) auf, sondern auch  in dem Musik-Film „Disc Jockey“ von Will Jason (1951), in dem auch zahlreiche Jazzmusiker auftreten.